# Participantes da Volta a Espanha de 2015
A Volta a Espanha de 2015 contou com a participação de 198 ciclistas repartidos em 22 equipas com 9 corredores a cada um. França, com 30 ciclistas, foi o país mais representado, seguido de Espanha com 27 e Itália com 19.
Produziram-se 40 abandonos e chegaram ao final 158 ciclistas. AG2R La Mondiale, Movistar Team, Team Colombia, MTN-Qhubeka, Team Europcar e Team Giant-Alpecin foram as únicas equipas que chegaram a Madrid com os 9 corredores.
A seguinte tabela mostra a lista dos participantes, a sua posição final e em caso de abandono, a etapa na qual o corredor deixou de participar (ver a legenda):
| Team Sky | Team Sky          | Team Sky |
| -------- | ----------------- | -------- |
| Dorsal   | Corredor          | Pos.     |
| 1        | Chris Froome      | NP-12    |
| 2        | Ian Boswell       | 71º      |
| 3        | Sergio Luis Henao | 22º      |
| 4        | Vasil Kiryienka   | 83º      |
| 5        | Christian Knees   | 91º      |
| 6        | Mikel Nieve       | 8º       |
| 7        | Salvatore Puccio  | 77º      |
| 8        | Nicolas Roche     | 26º      |
| 9        | Geraint Thomas    | 69º      |

| AG2R La Mondiale | AG2R La Mondiale   | AG2R La Mondiale |
| ---------------- | ------------------ | ---------------- |
| Dorsal           | Corredor           | Pos.             |
| 11               | Domenico Pozzovivo | 11º              |
| 12               | Gediminas Bagdonas | 154º             |
| 13               | Mikaël Cherel      | 51º              |
| 14               | Alexis Gougeard    | 112º             |
| 15               | Blel Kadri         | 150º             |
| 16               | Sébastien Minard   | 96º              |
| 17               | Matteo Montaguti   | 41º              |
| 18               | Rinaldo Nocentini  | 85º              |
| 19               | Johan Van Summeren | 121º             |

| Astana Pro Team | Astana Pro Team    | Astana Pro Team |
| --------------- | ------------------ | --------------- |
| Dorsal          | Corredor           | Pos.            |
| 21              | Fabio Aru          | 1º              |
| 22              | Dario Cataldo      | 57º             |
| 23              | Mikel Landa        | 25º             |
| 24              | Vincenzo Nibali    | EX-2            |
| 25              | Diego Rosa         | 20º             |
| 26              | Luis León Sánchez  | 33º             |
| 27              | Paolo Tiralongo    | AB-3            |
| 28              | Alessandro Vanotti | 135º            |
| 29              | Andrey Zeits       | 68º             |

| BMC Racing Team | BMC Racing Team      | BMC Racing Team |
| --------------- | -------------------- | --------------- |
| Dorsal          | Corredor             | Pos.            |
| 31              | Samuel Sánchez       | AB-14           |
| 32              | Darwin Atapuma       | 56º             |
| 33              | Marcus Burghardt     | NP-3            |
| 34              | Alessandro De Marchi | 78º             |
| 35              | Jean-Pierre Drucker  | 118º            |
| 36              | Amaël Moinard        | 59º             |
| 37              | Joey Rosskopf        | 124º            |
| 38              | Tejay Van Garderen   | AB-8            |
| 39              | Peter Velits         | AB-18           |

| Caja Rural-Seguros RGA | Caja Rural-Seguros RGA | Caja Rural-Seguros RGA |
| ---------------------- | ---------------------- | ---------------------- |
| Dorsal                 | Corredor               | Pos.                   |
| 41                     | David Arroyo           | 12º                    |
| 42                     | Carlos Barbero         | 149º                   |
| 43                     | Pello Bilbao           | 97º                    |
| 44                     | Omar Fraile            | 88º                    |
| 45                     | José Gonçalves         | 34º                    |
| 46                     | Angel Madrazo          | 44º                    |
| 47                     | Lluís Mas              | AB-14                  |
| 48                     | Amets Txurruka         | AB-11                  |
| 49                     | Ricardo Vilela         | 48º                    |

| Cofidis, Solutions Crédits | Cofidis, Solutions Crédits | Cofidis, Solutions Crédits |
| -------------------------- | -------------------------- | -------------------------- |
| Dorsal                     | Corredor                   | Pos.                       |
| 51                         | Nacer Bouhanni             | AB-8                       |
| 52                         | Yoann Bagot                | 98º                        |
| 53                         | Romain Hardy               | AB-11                      |
| 54                         | Cyril Lemoine              | 61º                        |
| 55                         | Daniel Navarro             | 30º                        |
| 56                         | Dominique Rollin           | 116º                       |
| 57                         | Stéphane Rossetto          | AB-19                      |
| 58                         | Julien Simon               | 74º                        |
| 59                         | Geoffrey Soupe             | NP-14                      |

| Team Colombia | Team Colombia        | Team Colombia |
| ------------- | -------------------- | ------------- |
| Dorsal        | Corredor             | Pos.          |
| 61            | Alex Cano            | 53º           |
| 62            | Fabio Duarte         | 67º           |
| 63            | Leonardo Duque       | 60º           |
| 64            | Walter Pedraza       | 136º          |
| 65            | Carlos Quintero      | 92º           |
| 66            | Brayan Ramírez       | 127º          |
| 67            | Miguel Ángel Rubiano | 70º           |
| 68            | Rodolfo Torres       | 32º           |
| 69            | Juan Pablo Valencia  | 87º           |

| Etixx-Quick Step | Etixx-Quick Step   | Etixx-Quick Step |
| ---------------- | ------------------ | ---------------- |
| Dorsal           | Corredor           | Pos.             |
| 71               | Niki Terpstra      | AB-18            |
| 72               | Maxime Bouet       | 28º              |
| 73               | Gianluca Brambilla | 13º              |
| 74               | David de la Cruz   | NP-6             |
| 75               | Iljo Keisse        | 148º             |
| 76               | Nikolas Maes       | 107º             |
| 77               | Pieter Serry       | 62º              |
| 78               | Martin Velits      | 117º             |
| 79               | Carlos Verona      | 29º              |

| FDJ    | FDJ               | FDJ   |
| ------ | ----------------- | ----- |
| Dorsal | Corredor          | Pos.  |
| 81     | Kenny Elissonde   | 16º   |
| 82     | Arnaud Courteille | AB-19 |
| 83     | Mickaël Delage    | 109º  |
| 84     | Murilo Fischer    | 156º  |
| 85     | Olivier Le Gac    | 120º  |
| 86     | Lorrenzo Manzin   | AB-10 |
| 87     | Laurent Pichon    | 111º  |
| 88     | Kévin Réza        | 113º  |
| 89     | Jussi Veikkanen   | AB-11 |

| IAM Cycling | IAM Cycling       | IAM Cycling |
| ----------- | ----------------- | ----------- |
| Dorsal      | Corredor          | Pos.        |
| 91          | Sylvain Chavanel  | 47º         |
| 92          | Marcel Aregger    | 106º        |
| 93          | Jérôme Coppel     | NP-20       |
| 94          | Thomas Degand     | AB-9        |
| 95          | Simon Pellaud     | 119º        |
| 96          | Matteo Pelucchi   | AB-2        |
| 97          | Vicente Reynés    | 86º         |
| 98          | David Tanner      | AB-2        |
| 99          | Lawrence Warbasse | 38º         |

| Lampre-Merida | Lampre-Merida       | Lampre-Merida |
| ------------- | ------------------- | ------------- |
| Dorsal        | Corredor            | Pos.          |
| 101           | Rubén Plaza         | 45º           |
| 102           | Mattia Cattaneo     | AB-13         |
| 103           | Valerio Conti       | 151º          |
| 104           | Kristijan Đurasek   | 63º           |
| 105           | Tsgabu Grmay        | 125º          |
| 106           | Przemysław Niemiec  | AB-2          |
| 107           | Nelson Oliveira     | 21º           |
| 108           | Maximiliano Richeze | 152º          |
| 109           | Ilia Koshevoy       | 144º          |

| Lotto Soudal | Lotto Soudal          | Lotto Soudal |
| ------------ | --------------------- | ------------ |
| Dorsal       | Corredor              | Pos.         |
| 111          | Kris Boeckmans        | AB-8         |
| 112          | Jasper De Buyst       | 126º         |
| 113          | Bart De Clercq        | 14º          |
| 114          | Thomas De Gendt       | AB-14        |
| 115          | Adam Hansen           | 55º          |
| 116          | Maxime Monfort        | 27º          |
| 117          | Jurgen Van Den Broeck | AB-18        |
| 118          | Tosh Van Der Sande    | 49º          |
| 119          | Jelle Vanendert       | 82º          |

| Movistar Team | Movistar Team       | Movistar Team |
| ------------- | ------------------- | ------------- |
| Dorsal        | Corredor            | Pos.          |
| 121           | Alejandro Valverde  | 7º            |
| 122           | Andrey Amador       | 40º           |
| 123           | Imanol Erviti       | 100º          |
| 124           | Javier Moreno Bazán | 80º           |
| 125           | Nairo Quintana      | 4º            |
| 126           | José Joaquín Rojas  | 43º           |
| 127           | Rory Sutherland     | 139º          |
| 128           | Francisco Ventoso   | 81º           |
| 129           | Giovanni Visconti   | 19º           |

| MTN-Qhubeka | MTN-Qhubeka        | MTN-Qhubeka |
| ----------- | ------------------ | ----------- |
| Dorsal      | Corredor           | Pos.        |
| 131         | Natnael Berhane    | 79º         |
| 132         | Stephen Cummings   | 102º        |
| 133         | Louis Meintjes     | 10º         |
| 134         | Youcef Reguigui    | 134º        |
| 135         | Kristian Sbaragli  | 105º        |
| 136         | Jim Songezo        | 137º        |
| 137         | Jay Robert Thomson | 123º        |
| 138         | Johann Van Zyl     | 128º        |
| 139         | Jacobus Venter     | 122º        |

| Orica-GreenEDGE | Orica-GreenEDGE | Orica-GreenEDGE |
| --------------- | --------------- | --------------- |
| Dorsal          | Corredor        | Pos.            |
| 141             | Esteban Chaves  | 5º              |
| 142             | Mitchell Docker | AB-13           |
| 143             | Caleb Ewan      | NP-10           |
| 144             | Simon Gerrans   | 114º            |
| 145             | Mathew Hayman   | 130º            |
| 146             | Damien Howson   | 147º            |
| 147             | Daryl Impey     | 84º             |
| 148             | Jens Keukeleire | 93º             |
| 149             | Cameron Meyer   | NP-18           |

| Team Cannondale-Garmin | Team Cannondale-Garmin | Team Cannondale-Garmin |
| ---------------------- | ---------------------- | ---------------------- |
| Dorsal                 | Corredor               | Pos.                   |
| 151                    | Andrew Talansky        | AB-18                  |
| 152                    | André Cardoso          | 18º                    |
| 153                    | Joe Dombrowski         | 46º                    |
| 154                    | Alex Howes             | 129º                   |
| 155                    | Benjamin King          | 75º                    |
| 156                    | Daniel Martin          | AB-8                   |
| 157                    | Matej Mohorič          | AB-6                   |
| 158                    | Moreno Moser           | 72º                    |
| 159                    | Davide Villella        | 94º                    |

| Team Europcar | Team Europcar      | Team Europcar |
| ------------- | ------------------ | ------------- |
| Dorsal        | Corredor           | Pos.          |
| 161           | Pierre Rolland     | 50º           |
| 162           | Yukiya Arashiro    | 65º           |
| 163           | Jérôme Cousin      | 73º           |
| 164           | Antoine Duchesne   | 138º          |
| 165           | Jimmy Engoulvent   | 133º          |
| 166           | Cyril Gautier      | 58º           |
| 167           | Tony Hurel         | 145º          |
| 168           | Fabrice Jeandesboz | 17º           |
| 169           | Romain Sicard      | 15º           |

| Team Giant-Alpecin | Team Giant-Alpecin  | Team Giant-Alpecin |
| ------------------ | ------------------- | ------------------ |
| Dorsal             | Corredor            | Pos.               |
| 171                | John Degenkolb      | 90º                |
| 172                | Lawson Craddock     | 42º                |
| 173                | Koen De Kort        | 64º                |
| 174                | Tom Dumoulin        | 6º                 |
| 175                | Johannes Fröhlinger | 143º               |
| 176                | Thierry Hupond      | 142º               |
| 177                | Luka Mezgec         | 108º               |
| 178                | Tom Stamsnijder     | 155º               |
| 179                | Zico Waeytens       | 157º               |

| Team Katusha | Team Katusha      | Team Katusha |
| ------------ | ----------------- | ------------ |
| Dorsal       | Corredor          | Pos.         |
| 181          | Joaquim Rodríguez | 2º           |
| 182          | Vladimir Isaichev | NP-11        |
| 183          | Pavel Kochetkov   | 76º          |
| 184          | Alberto Losada    | 31º          |
| 185          | Tiago Machado     | 36º          |
| 186          | Daniel Moreno     | 9º           |
| 187          | Gatis Smukulis    | 146º         |
| 188          | Ángel Vicioso     | 103º         |
| 189          | Eduard Vorganov   | 39º          |

| Team LottoNL-Jumbo | Team LottoNL-Jumbo | Team LottoNL-Jumbo |
| ------------------ | ------------------ | ------------------ |
| Dorsal             | Corredor           | Pos.               |
| 191                | George Bennett     | 37º                |
| 192                | Martijn Keizer     | 153º               |
| 193                | Bert-Jan Lindeman  | 99º                |
| 194                | Timo Roosen        | 95º                |
| 195                | Mike Teunissen     | 104º               |
| 196                | Maarten Tjallingii | NP-19              |
| 197                | Tom Van Asbroeck   | 110º               |
| 198                | Dennis Van Winden  | 115º               |
| 199                | Maarten Wynants    | NP-13              |

| Tinkoff-Saxo | Tinkoff-Saxo    | Tinkoff-Saxo |
| ------------ | --------------- | ------------ |
| Dorsal       | Corredor        | Pos.         |
| 201          | Rafał Majka     | 3º           |
| 202          | Daniele Bennati | 131º         |
| 203          | Maciej Bodnar   | 140º         |
| 204          | Pavel Brutt     | 101º         |
| 205          | Jesper Hansen   | 52º          |
| 206          | Jay McCarthy    | 66º          |
| 207          | Sérgio Paulinho | AB-11        |
| 208          | Paweł Poljański | 35º          |
| 209          | Peter Sagan     | NP-9         |

| Trek Factory Racing | Trek Factory Racing | Trek Factory Racing |
| ------------------- | ------------------- | ------------------- |
| Dorsal              | Corredor            | Pos.                |
| 211                 | Fabian Cancellara   | AB-3                |
| 212                 | Markel Irizar       | 89º                 |
| 213                 | Yaroslav Popovych   | 132º                |
| 214                 | Fränk Schleck       | 24º                 |
| 215                 | Jasper Stuyven      | NP-9                |
| 216                 | Boy van Poppel      | 158º                |
| 217                 | Danny van Poppel    | 141º                |
| 218                 | Riccardo Zoidl      | 54º                 |
| 219                 | Haimar Zubeldia     | 23º                 |

## Legenda
| Legenda                   | Legenda | Legenda             | Legenda                                                                                           |
| ------------------------- | --- | ------------------- | ------------------------------------------------------------------------------------------------- |
| Maillot vermelho          | Indica o vencedor da classificação geral                                                                                       | Maillot da montanha | Indica o vencedor da classificação da montanha                                                    |
| Maillot verde             | Indica o ganhador da classificação por pontos                                                                                  | Maillot alvo        | Indica o ganhador da classificação da combinada                                                   |
| Classificação por equipas | Indica o ganhador da classificação por equipas                                                                                 | Combatividad        | Indica o ganhador da combatividad                                                                 |
| NP                        | Indica um ciclista que não tem tomado a saída numa etapa, seguido do número de etapa na que não tomou a saída                  | AB                  | Indica um ciclista que não tem finalizado uma etapa, seguido do número de etapa em que se retirou |
| HD                        | Indica um ciclista que tem finalizado uma etapa fora de controle, seguido do número de etapa na que ocorreu dita circunstância | EX                  | Corredor excluído por não respeitar o regulamento                                                 |